# Ritsu Dōan
Ritsu Dōan (jap. 堂安律 Dōan Ritsu; ur. 16 czerwca 1998 w Amagasaki) – japoński piłkarz występujący na pozycji pomocnika w niemieckim klubie Eintracht Frankfurt.

## Kariera piłkarska
W latach 2015–2018 występował w Gamba Osaka. W 2017 przeszedł do FC Groningen. W 2019 przeszedł do PSV. W sezonie 2020/2021 był wypożyczony do Arminii Bielefeld. W sezonach 2022/23–2024/25 grał w SC Freiburg. Na sezon 2025/26 przeniósł się do Eintrachtu Frankfurt.